# Pristomerus babinga
Pristomerus babinga (лат. ) — вид мелких наездников-ихневмонид (Ichneumonidae) рода Pristomerus из подсемейства Cremastinae. Африка: ЦАР.

## Описание
Мелкие наездники со стройным телом, брюшко сжато с боков, длина тела около 10 мм, длина усика 5-6 мм, длина переднего крыла около 6 мм. Отличаются сильно поперечным клипеусом. Усики с 31-35 члениками жгутика. Основная окраска тела жёлтовато-оранжевая (усики и яйцеклад темнее, почти чёрные). Формула щупиков 5:4 (5 нижнечелюстных и 4 нижнегубных члеников).
Наличник отделён от лица канавкой. В нижней части задних бёдер есть зубец. Близ основания 2-го тергита брюшка развиты тиридии. Паразиты скрытоживущих гусениц мелких бабочек (Lepidoptera).
Вид был впервые описан выделен в 2015 году южноафриканскими гименоптерологами Паскалем Руссе (Pascal Rousse; Natural History Department, Южноафриканский изико-музей, Кейптаун, ЮАР) и Симоном ван Ноортом (Simon van Noort; Department of Biological Sciences, Кейптаунский университет, Rondebosch, ЮАР).